# Slavko Luštica
Slavko Luštica, né le 11 janvier 1923 à Kumbor (dans le Royaume des Serbes, Croates et Slovènes, future Yougoslavie) et mort le 4 juillet 1992 à Split en Croatie, est un joueur international et entraîneur de football yougoslave.

## Biographie
Né dans un village de la côte de l'actuel Monténégro, auprès des bouches de Kotor, Luštica découvre le football au NK Osvit, à Šibenik, une ville de Dalmatie. Repéré au sein des sélections de jeunes de Yougoslavie, il est recruté par l'Hajduk Split où il va réaliser toute sa carrière professionnelle, de 1940 à 1957. Comme milieu latéral, il dispute au total 643 matchs sous les couleurs du club (ce qui en fait le troisième joueur de l'histoire du club derrière Frane Matošić et Ivan Hlevnjak) et marque 86 buts. Il y remporte le championnat de Croatie en 1941 puis le championnat de Yougoslavie à trois reprises, en 1950, 1952 et 1955.
Il fait ses débuts en équipe de Yougoslavie le 23 août 1951 contre la Norvège. Bien qu'il ait été sélectionné dans le groupe pour les Jeux olympiques de 1952 (dont il ramène une médaille d'argent), il ne compte finalement que trois capes, la dernière étant une victoire sur l’Égypte le 2 novembre 1952 (5-0).
Après sa carrière de footballeur il se reconvertit dans la formation. En 1969, on lui confie la direction de l'Hajduk Split, avec lequel il remporte le championnat de Yougoslavie en 1971. En 1972 il quitte Split. L'année suivante il signe à l'Olimpija Ljubljana où il reste jusqu'en 1976. En 1978 il est nommé à la tête de la sélection, alors en pleine crise. Mais il doit renoncer à sa charge avant même le premier match pour cause de maladie.